# Ali ibn Isa ibn al-Dżarrah
Ali ibn Isa ibn al-Dżarrah (pers. ‏أبو الحسن عليُّ بن الحسن بن الجرَّاح‎; ur. 859 w Bagdadzie, zm. 1 sierpnia 946) – wyższy perski urzędnik kalifatu Abbasydów, dwukrotny wezyr.

## Biografia
W urzędzie Abbasydów dwukrotnie pełnił funkcję wezyra, a on sam wstąpił do urzędu w wieku około dwudziestu lat. Jego pierwsza kadencja miała miejsce od sierpnia 913 do czerwca 917 roku. Jego druga kadencja trwała od kwietnia 927 do 6 maja 928 roku. W międzyczasie pełnił funkcję wezyra de facto, gdy Hamid ibn al-Abbas objął to stanowisko.
Ali ibn Isa ibn al-Dżarrah zmarł 1 sierpnia 946 roku.